# POCSAG
Пейджинговый протокол POCSAG (англ. Post Office Code Standardization Advisory Group — название группы разработчиков из Великобритании, занимающихся стандартизацией кодов, используемых в почтовой связи) - первая историческая попытка стандартизации радиоинтерфейса пейджинговой связи. Первый вариант протокола POCSAG был опубликован в 1978 году и предназначался для передачи тональных сообщений. Доработанная версия протокола для передачи цифровых и алфавитно-цифровых сообщений со скоростью 512 бит/с появилась в 1979 году, позже скорость была доведена до 1200 и 2400 бит/с. В 1982 году протокол POCSAG был утверждён Международным Консультативным Комитетом по Радиосвязи в качестве международного стандарта и в настоящее время обозначается также как «radio paging code #1» или «RPC 1».
Протокол POCSAG предназначен для передачи тональных, цифровых и алфавитно-цифровых сообщений. Передача информации осуществляется с использованием частотной манипуляции несущей (FSK), сдвиг частоты ±4,5 кГц. При манипуляции несущей информационной последовательностью используется простейший код без возвращения к нулю (NRZ, от англ. non return to zero). Скорости передачи, предусмотренные в протоколе POCSAG: 512, 1200 и 2400 бит/с. Передача осуществляется в семибитном коде.
Для защиты передаваемого сообщения от помех используется метод прямой коррекции ошибок (FEC – forward error correction) на основе алгоритма БЧХ (31,21), а также код с проверкой на чётность (parity check).

## Поддержка кириллицы
Поскольку для передачи используется семибитный код, использование восьмибитных кодировок, вроде КОИ-8 или Windows-1251 с отдельным блоком кириллицы, становится затруднительным. Поэтому в русифицированных пейджерах используется блок, ранее занимаемый маленькими латинскими буквами, а сообщение на таких пейджерах приходит только заглавными буквами (как латинскими, так и кириллическими):
| Рус | Лат | Рус | Лат | Рус | Лат | Рус | Лат |
| --- | --- | --- | --- | --- | --- | --- | --- |
| А   | A   | И   | h   | С   | C   | Ъ   | r   |
| Б   | a   | Й   | i   | Т   | T   | Ы   | s   |
| В   | B   | К   | K   | У   | l   | Ь   | t   |
| Г   | b   | Л   | j   | Ф   | m   | Э   | u   |
| Д   | d   | М   | M   | Х   | X   | Ю   | v   |
| Е   | E   | Н   | H   | Ц   | n   | Я   | w   |
| Ё   | e   | О   | O   | Ч   | o   |     |     |
| Ж   | f   | П   | k   | Ш   | p   |     |     |
| З   | g   | Р   | P   | Щ   | q   |     |     |

## DAPNET

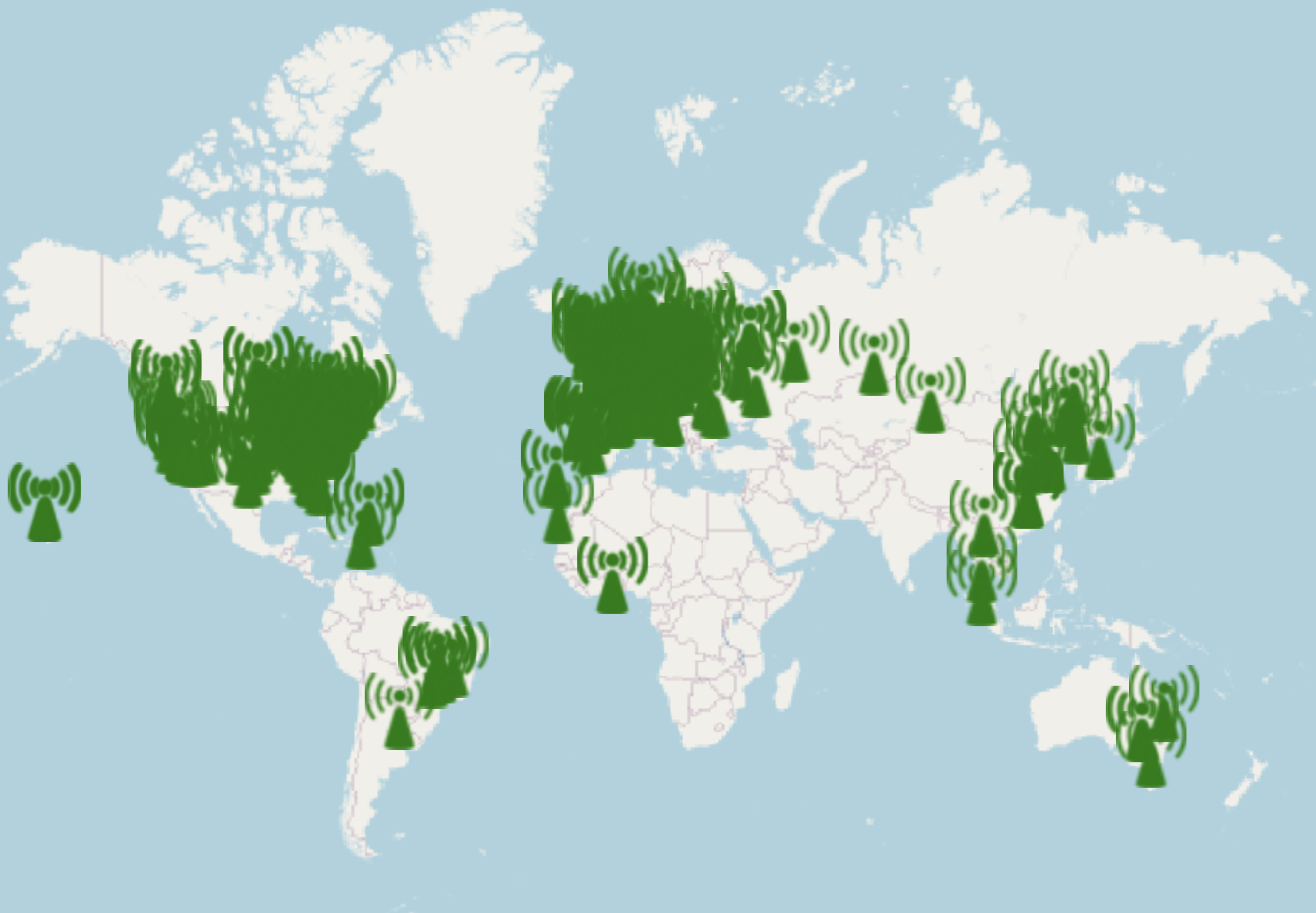
Сеть любительской пейджинговой связи DAPNET

После 2000 года после закрытия почти всех коммерческих систем, протокол POCSAG использует развиваемая энтузиастами сеть радиолюбительского пейджинга DAPNET, созданная по инициативе сотрудников Аахенского университета и работающая на радиолюбительских частотах (обычно 439.9875МГц, реже 144.8625 МГц), поддерживаемая энтузиастами.